# Nemoria scriptaria
Nemoria scriptaria là một loài bướm đêm trong họ Geometridae.